# Kàmenka (Uliànovsk)
Kàmenka — Каменка (rus) — és un possiólok a l'óblast d'Uliànovsk, a Rússia, que el 2010 tenia 13 habitants. Pertany al districte municipal d'Uliànovsk.